# Акушерско-гинекологическое общество
Акуше́рско-гинекологи́ческое о́бщество  — университетское научное общество, учреждённое при Императорском Московском университете.

## История
Учреждено в 1887 году при медицинском факультете Московского университета по инициативе А. М. Макеева и В. Ф. Снегирёва. Первый устав общества был утверждён 13 (25) марта 1887.
Деятельность общества тесно связана с открытыми в 1889 на Девичьем Поле акушерской и гинекологическими клиниками. На заседаниях общества обсуждались результаты научной работы, проводившейся в клиниках, делались доклады по различным конкретным операциям, методам лечения заболеваний и др. Общество участвовало в обсуждении вопросов организации охраны матери и ребёнка.
На заседаниях общества был поднят вопрос об учреждении акушерско-гинекологических съездов с широким кругом участников, в том числе провинциальных медиков и земских врачей. Первый съезд акушеров-гинекологов состоялся 28—31.12.1903 с Санкт-Петербурге. Почётным председателем съезда избран профессор В. Ф. Снегирёв. Съезд обратил внимание на необходимость улучшения акушерско-гинекологической помощи женщинам России. В 1910-е гг. деятельность общества становится менее активной. В 1913—1920 было проведено 7 заседаний общества (перерыв обусловлен началом 1-й мировой войны и революцией). После возобновления деятельности общества 22.1.1922 утверждён новый устав, согласно которому целью общества продолжало оставаться содействие «научному и практическому развитию акушерства и гинекологии».
На ежегодных собраниях общества в начале каждого учебного года (в сентябре) выбирался председатель общества. Обязанности председателя исполняли:
- А. М. Макеев (1887/88; 1889/90; 1891/92; 1895/96; 1897/98; 1899/1900; 1901/02; 1903/04; 1905/06; в 1911 году был пожизненно избран почётным председателем);
- В. Ф. Снегирёв (1888/89; 1890/91; 1892/93);
- Н. А. Варнек (1896/97, 1898/99, 1900/01; 1904/05; 1906/07; 1908/09; 1910/11);
- Н. И. Побединский (1902/03; 1907/08; 1909/10; 1911/12; 1913/14; 1916; 1919/20);
- А. Р. Венер (1912/13).

В 1920 году деятельность общества была прекращена. Однако 22 января 1922 года был утверждён новый устав, согласно которому целью общества продолжало оставаться содействие «научному и практическому развитию акушерства и гинекологии». В это период председателями общества были:
- Ф. А. Александров  (1921/22; 1923/24);
- А. П. Губарев (1922/23; 29.11.1924 — конец 1925);
- М. А. Колосов (с 21.12.1927).

Почётным членом Московского акушерско-гинекологического общества был Г. Ф. Писемский.